# مارونوتشي

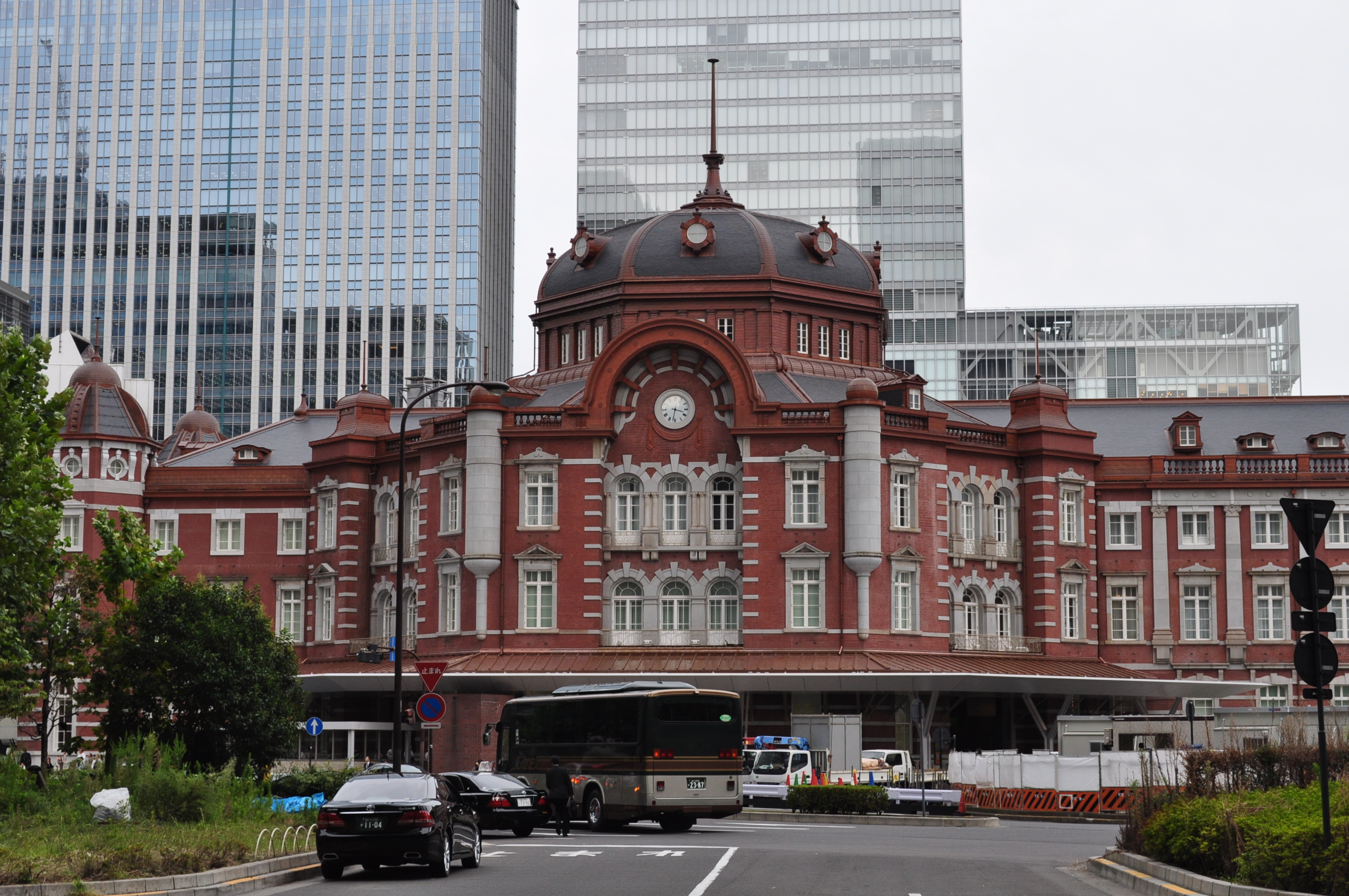

مارونوتشي (باليابانية: 丸の内) هي منطقة تجارية في طوكيو تقع في حي تشيودا بين محطة طوكيو والقصر الإمبراطوري. 

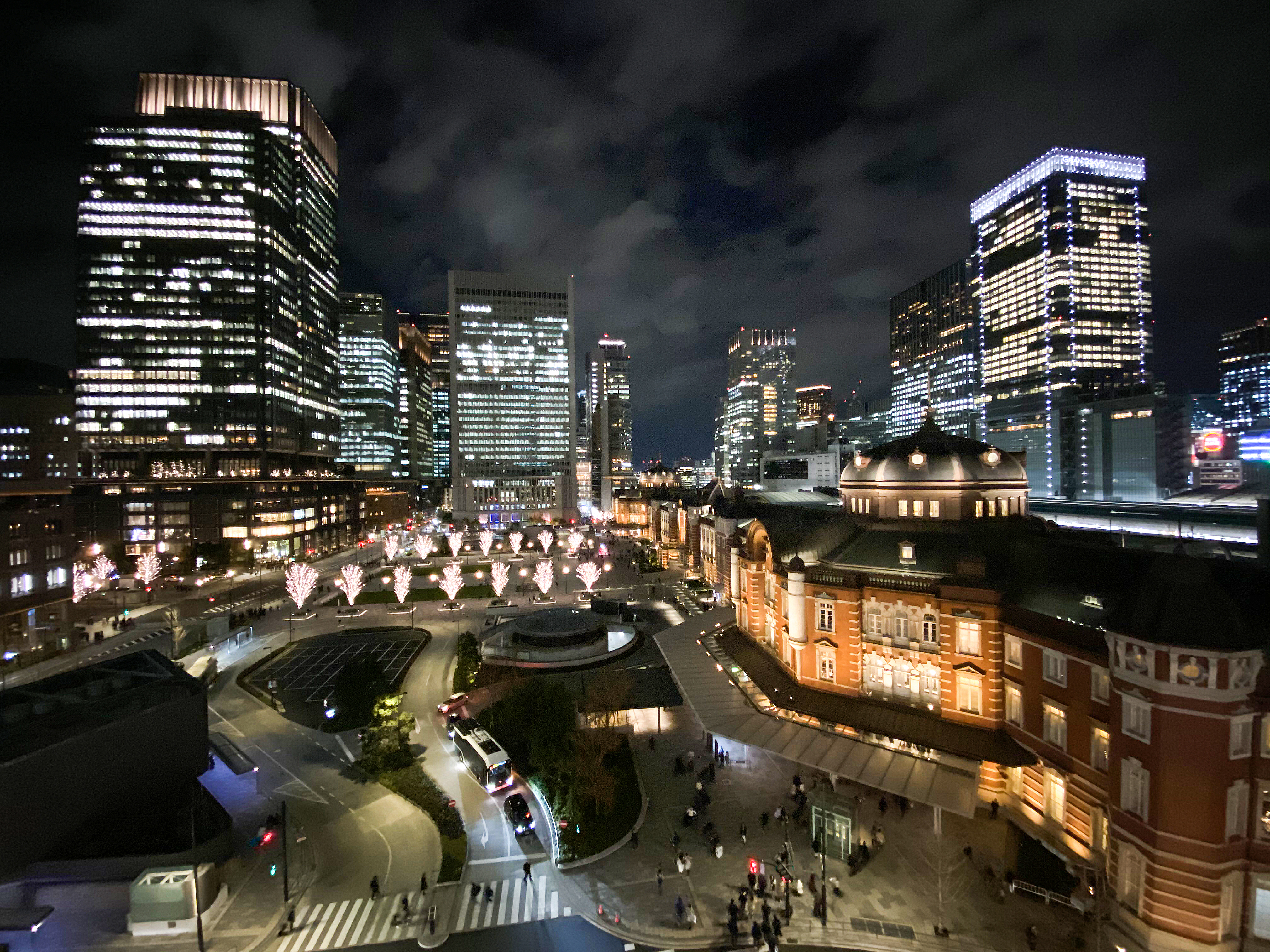
مارونوتشي في الليل (2019)